# خوب باش (ترانه آریانا گرانده)
«خوب باش» (انگلیسی: Be Alright) ترانه‌ای است که توسط خواننده آمریکایی آریانا گرانده برای آلبوم خود،  زن خطرناک (۲۰۱۶) ضبط شده‌است. ترانه در ۱۸ مارس ۲۰۱۶ به‌عنوان تک‌آهنگ تبلیغاتی آلبوم توسط ریپابلیک رکوردز منتشر شد.